# Izotóp
Egy adott kémiai elem atomjai között különböző tömegszámú atomfajták lehetnek. Ezeket az atomfajtákat hívjuk az illető elem izotópjainak. Másképp fogalmazva: izotópoknak azokat a nuklidokat nevezzük, amelyek atommagjai azonos számú protonból, de eltérő számú neutronból épülnek fel. Természetesen egy adott elem izotópjai ugyanazon helyet foglalják el a periódusos rendszerben (innen az elnevezés is: izotóp = azonos hely), csupán a tömegszámuk különbözik.
Egy kémiai elem valamely izotópját a vegyjel előtti felső indexbe tett tömegszámmal (A) azonosítjuk, ti. a vegyjel egyértelműen meghatározza a Z rendszámot. Ha csak általában beszélünk különböző elemek különböző izotópjairól, akkor leegyszerűsített „nuklidos” jelölésmódot használunk, vagyis a vegyjelet pótló szimbólum (legtöbbször: X) előtti alsó indexbe tett rendszámot (Z) is meg kell adnunk:

## Példa
Például az α-bomlás nuklidjelöléses folyamategyenletét (mely atomokról szól, nem pedig magokról, ahogy azt a töltésmérleg elárulja) a legáltalánosabban így írhatjuk fel:
Nyilvánvaló, hogy a fenti egyenletben nyugodtan elhagyható lenne a 2-es alsó index a He vegyjel előtt, hiszen a He a héliumot jelenti, melynek rendszáma 2.

## Egyetlen izotópból álló elemek
A periódusos rendszerben fellelhető kémiai elemek egy részének csupán egyetlen stabil izotópja létezik. A monoizotópos elemek közé tartozik pl. a foszfor, arzén, alumínium, arany és a ródium.
Akadnak ugyanakkor olyan nem túl nehéz elemek is, amelyeknek egyetlen stabil izotópjuk sem létezik. Ilyen a technécium és a prométium. Azokat az elemeket, amelyeknek nincs stabil izotópjuk, radioaktív elemeknek nevezik.

## Névvel jelölt izotópok
Legalább két olyan elem van (ti. a hidrogén és a radon), melynek izotópjait a tudomány egyes területein (régi hagyományokra alapozva) külön névvel, esetleg jellel is illetik. Mindkét elem esetében félreértéseket okozhat a IUPAC-konvencióktól való eltérés. Azért fontos tudni ezekről, mert tudományos vagy gyakorlati szempontból nem elhanyagolható területekről van szó. 

### Hidrogénizotópok
A legegyszerűbb elemnek, a hidrogénnek három, a természetben is megtalálható izotópja ismeretes. Ezekre pl. a nyomjelzéstechnikában és az asztrofizikában, sőt néha még a magfizikában is a következő nevezéktant használják: 
- Prócium (ritkán használt, de egyértelmű kifejezés, mely helyett többnyire csak hidrogént mondanak, ami félreérthető): 1H (rövidebb jelölése: H, ami szintén félreérthető)
- Deutérium: ²H (rövidebb jelölése: D)
- Trícium: ³H (rövidebb jelölése: T)

A deutériummag neve deuteron (d), a tríciumé pedig triton (t). Itt a jelölések legfeljebb a d (down) és a t (top) kvark nevével keverhetők össze. (A kvarkok esetében a IUPAP magát a kvarkot jelképező betűt tekinti a kvark nevének, míg a szó csak egy emlékeztető a betűre.)

### Radonizotópok
A nukleáris környezetvédelemben és a dozimetriában a radon két izotópjának van kiemelt jelentősége:
- Radon (ugyanaz, mint az elem neve, tehát félreérthető): 222Rn
- Toron: 220Rn

Az elnevezések magyarázata: Azt a radioaktív gázt, amelyet a radioaktivitáskutatás hajnalán a rádium bomlástermékeként fedeztek fel, s amit később 222Rn-ként azonosítottak, eredetileg „radium emanation”-nak hívták angolul, majd a név radonra rövidült. Ezt adták később az elem nevének is. Ugyanakkor a fent nevezett területeken a „radon” szó (mintegy őskövületként) használatban maradt a Rn-222 izotóp elnevezéseként is. (Az előző mondat tartalmaz egy példát az izotópazonosítás egy másik bevett módjára is: Rn-222 mint a 222Rn jelölés alternatívája.) A tórium bomlási sorában szintén felfedeztek egy radioaktív gázt, melyet értelemszerűen „thorium emanation”-nak neveztek el angolul. A lerövidülésből lett az angol thoron, ill. a magyar toron, mely azonos a Rn-220 izotóppal.

## Stabil izotópok
Egy elem izotópjainak kémiai tulajdonságai gyakorlatilag azonosak (kivéve a hidrogént, mely esetében a nehéz hidrogén, azaz deutérium, kémiai és fiziológiai tulajdonságai lényegesen különböznek a közönséges könnyű hidrogénétől, azaz a próciumétól). Az izotópok radioaktív tulajdonságai viszont roppant különbözőek lehetnek. Azokat, amelyeknél nem figyeltek meg radioaktív bomlást, stabil izotópoknak tekintik.
- Stabil izotópok: Ezek az izotópok nem bomlanak le és nem bocsátanak ki radioaktív sugárzást. A stabil izotópok gyakran találhatók meg természetes környezetben, és számos alkalmazása van a tudományban és az iparban. Például a szén-12 izotóp a radiokarbon-dátumozásban használt jelölőanyag, míg a szén-13 izotóp szerepet játszik a biokémiai kutatásokban és az ökológiai modellezésben.

Az instabil atommagok hosszabb-rövidebb idő elteltével alacsonyabb energiaszintű állapotba mennek át, és eközben emberi érzékszervekkel nem észlelhető, de műszerekkel jól kimutatható radioaktív sugárzást bocsátanak ki. Ezeket radioaktív izotópoknak, magát az átalakulást radioaktív bomlásnak nevezzük. Az észrevehető sebességgel bomló izotópokat radioizotópoknak is hívják, illetve a megfelelő nuklidokat radionuklidoknak. A radionuklidok közt vannak olyanok, amelyek felezési ideje összemérhető a világegyetem életkorával (~15 milliárd év). Ezek még ma is előfordulnak a Földön. Ilyenek az urán két leghosszabb élettartamú izotópja (U-238 és U-235), valamint a Th-232. Ezeket primordiális radionuklidoknak nevezik.
- Radioaktív izotópok: Ezek az izotópok instabilak, és spontán módon bomlanak, kibocsátva radioaktív sugárzást. A radioaktív izotópoknak számos alkalmazása van a gyógyászatban, az iparban és a tudományban. Például az urán-235 izotóp használják a nukleáris energiatermelésben, míg a szén-14 radioaktív izotóp a geológiai kutatásokban és a radiokarbon-dátumozásban jelentős.